# Яськов Юрій Володимирович
Юрій Володимирович Яськов (нар. 19 вересня 1980, Одеса, УРСР) — український футболіст, нападник.

## Життєпис
Вихованець СДЮСШОР «Чорноморець» (Одеса), перший тренер — Юрій Скорик. У 1998 році розпочав футбольну кар'єру в складі аматорського клубу «Лілія» (Одеса). 6 вересня 1998 року дебютував в складі першої команди одеського «Чорноморця» в поєдинку 9-го туру першої ліги проти київського ЦСКА-2. Юрій вийшов на 87-й хвилині, замінивши Андрія Заворотнюка. На початку 1999 року став гравцем криворізького «Кривбаса», а вже 21 березня 1999 року дебютував у Вищої ліги, в 18-у турі проти тернопільської «Ниви». Яськов вийшов на поле на 46-й хвилині, замінивши Ореста Атаманчука. У 2000 році отримав запрошення від російського «Зеніта» (Санкт-Петербург). Але не зміг пробитися до першої команди й у сезоні 2000/01 років продовжив кар'єру в Болгарії. Влітку 2001 року повернувся до «Зеніту», але через високу конкуренцію на поле не виходив, а наприкінці року був виставлений на трансфер. Головний тренер клубу «Зеніта» Юрій Морозов був незадоволений Яськовим:
|                                                         | У нього, на жаль, вкрай низький рівень культури, починаючи від загальнолюдської й завершуючи суто футбольною. |
| — http://www.sport-express.ru/newspaper/2001-02-01/3_4/ | |

, до того ж футболіст довго лікував застарілу травму. У 2002 році став гравцем латвійського клубу «Дінабург» (проте в архіві місцевої англомовної газети «Час» інформація про гравця відсутня). Потім виступав в одеських клубах ІРІК, «Ласуня», «Біляївка» та «Пальміра». Взимку 2006 року перейшов до «Дністра» (Овідіополь), у футболці якого й завершив кар'єру.

## Досягнення
- Вища ліга чемпіонату України
  -  Бронзовий призер (1): 1999